# Clipsham
Clipsham är en ort och civil parish i Storbritannien.   Den ligger i grevskapet och kommunen Rutland och riksdelen England, i den sydöstra delen av landet, 140 km norr om huvudstaden London. Clipsham ligger 98 meter över havet och antalet invånare är 120.
Terrängen runt Clipsham är platt, och sluttar brant österut. Runt Clipsham är det ganska tätbefolkat, med 90 invånare per kvadratkilometer. Närmaste större samhälle är Stamford, 11,0 km sydost om Clipsham. Trakten runt Clipsham består till största delen av jordbruksmark.